# Sergia hansjacobi
Sergia hansjacobi is een tienpotigensoort uit de familie van de Sergestidae. De wetenschappelijke naam van de soort is voor het eerst geldig gepubliceerd in 1994 door Vereshchaka.